# Stazione di Calais-Ville
La stazione di Calais-Ville (in francese Gare de Calais-Ville) è la principale stazione ferroviaria di Calais, Francia.

## Storia
Fu inaugurata nel 1849 e fu poi rifatta tra il 1888 ed il 1889. Danneggiata durante l'invasione nazista della Francia del 1940 fu ulteriormente colpita quando gli Alleati liberarono Calais quattro anni più tardi. Demolita, fu poi ricostruita negli anni sessanta.